# Valviloculus pleristaminis
Valviloculus pleristaminis — квітка крейдового періоду, виявлена американськими науковцями Університету штату Орегон у бурштині 2020 р. Як вважають науковці, Valviloculus pleristaminis являє як новий рід, так і новий вид квітів. Квітка крихітна, близько 2 міліметрів в діаметрі, але у неї близько 50 тичинок, розташованих по спіралі, пильовики яких спрямовані в небо. Зразок бурштину з квіткою знайдений у бурштинових копальнях у М'янмі і датується серединою крейдяного періоду, приблизно 99 млн років тому.
Виконана 3D-реконструкція квітки